# Javier Guzmán
Javier Guzmán Colin (9 de gener de 1945 - 14 d'agost de 2014) fou un futbolista mexicà.

## Selecció de Mèxic
Va formar part de l'equip mexicà a la Copa del Món de 1970.